# Les Neuf Princes d'Ambre
Les Neuf Princes d'Ambre (titre original : Nine Princes in Amber) est un roman de fantasy publié en 1970, le premier du cycle des Princes d'Ambre de l'écrivain américain Roger Zelazny.

## Résumé
Carl Corey, un amnésique, s'échappe d'une clinique privée où il était détenu depuis un accident de voiture et part à la recherche de son identité et de son passé avec pour tout indice le nom et l'adresse de sa sœur supposée : Evelyn. Il se rend chez elle et réussit à lui soutirer de nombreuses informations en bluffant habilement et en cachant son amnésie, mais ces révélations sont bien difficiles à décoder et pour cause : Carl s’appelle en réalité Corwin, et s’il ne s’en souvient pas encore, il est en fait l’un des princes du royaume d’Ambre, seul monde réel, tous les autres n'étant que des « ombres », des univers parallèles tous plus ou moins différents de leur modèle original. En l’absence de sa sœur, elle-même princesse d’Ambre sous le nom de Flora, Corwin découvre en outre un étrange paquet de cartes. Les atouts de ce tarot mystérieux représentent, entre autres, les neuf princes d’Ambre en costume de cour ; en les parcourant Corwin reconnaît ses huit frères et lui-même, et se remémore vaguement leurs relations. Certains sont ses alliés, d’autres ses ennemis mortels.
Sans avoir le temps d’en apprendre plus, Corwin est contacté par téléphone par l’un de ses frères, Random. Celui-ci, après lui avoir demandé protection, débarque bientôt chez Flora poursuivi par d’étranges créatures. Les deux frères et la sœur affrontent et tuent les monstres, et Corwin se découvre une force surnaturelle, qu’il semble partager avec les autres membres de sa famille. Après le combat, il continue sa partie de bluff avec son frère et tous deux décident finalement de se rendre à Ambre en voiture. En cours de route, il apparaît que Random a le pouvoir de modifier à volonté le paysage, écartant tel ou tel élément du décor et se rapprochant peu à peu du paysage d’Ambre. Arrivés à destination, après une anicroche avec Julian, un autre de leurs frères, Random et Corwin délivrent Deirdre, leur sœur, prisonnière des hommes d’Éric. Ce dernier, actuel maître d’Ambre en l’absence du roi Obéron bénéficie du soutien de plusieurs de ses frères pour accéder au trône et recherche Corwin pour le tuer. Celui-ci révèle enfin son amnésie à Random et à Deirdre  qui décident alors de lui faire passer l’épreuve de la Marelle, qui seule peut lui rendre la mémoire.
Incapable de traverser la Marelle d’Ambre, gardée par les forces d’Éric, Corwin se rend à Erbma, double sous-marin de la cité d’Ambre qui abrite elle aussi une Marelle. L'immense dessin magique tracé sur le sol, formé de courbes compliquées, rend la mémoire à Corwin tandis qu’il marche peu à peu jusqu’en son centre, triomphant de cette épreuve mortelle à l’issue de laquelle il se téléporte jusque dans le palais d’Ambre. Là, il trouve un paquet d’Atouts puis livre un combat féroce contre Éric. Corwin prend le dessus mais doit s’enfuir à cause de l’intervention de serviteurs. Utilisant le pouvoir magique des Atouts, il parvient à entrer en contact avec Bleys, un autre de ses frères, et se téléporte vers lui. Ayant tous deux des aspirations au trône et détestant Éric, Bleys et Corwin s’associent pour tenter de vaincre leur frère et rassemblent une armée dans les mondes d’Ombre.
Après avoir mis au point leurs plans et rassemblé leurs hommes, les deux princes d’Ambre se lancent à l’assaut de la ville, traversant les Ombres avec leurs armées et tentant de prendre la cité en passant par le gigantesque escalier du mont Kolvir. Au terme d’un combat épique, Bleys tombe dans le vide et Corwin est fait prisonnier ; on lui brûle les yeux et il est jeté dans un cachot au plus profond de la forteresse, et Éric est couronné roi d’Ambre.
Les mois passent et peu à peu le métabolisme surnaturel de sa famille permet à Corwin de régénérer ses yeux et de recouvrer la vue. Il tente alors vainement de mettre au point un plan d’évasion, mais une occasion extraordinaire lui permet de s’enfuir : Dworkin, le dessinateur des Atouts, enfermé à cause de sa folie, lui vient en aide et lui permet de s’évader en dessinant sur les murs de sa cellule un paysage dans lequel il se téléporte : l’île du phare de Cabra. Recueilli par le gardien du phare, Corwin reprend des forces et se prépare à une nouvelle bataille contre Éric, pour la conquête du trône.